# 巴赫納
48°13′28″N 25°13′52″E / 48.22444°N 25.23111°E

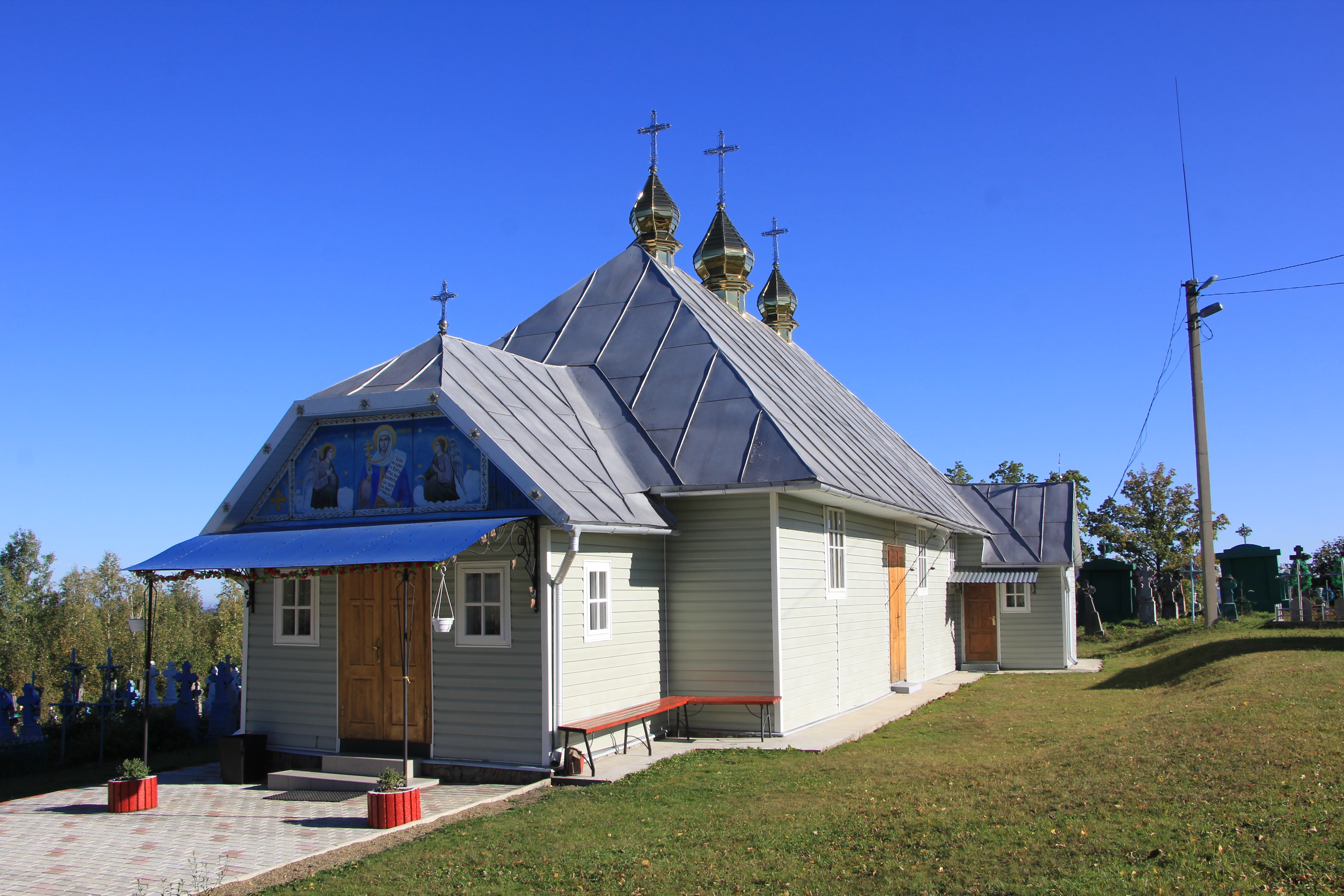
教堂

巴赫納（烏克蘭語：Багна）是位於烏克蘭西南部的村莊，由切爾諾夫策州維日尼察區的維日尼察市鎮負責管轄。該村海拔高度475米，2001年該村落人口1,009，99%居民使用烏克蘭語。